# Runmarsvreten

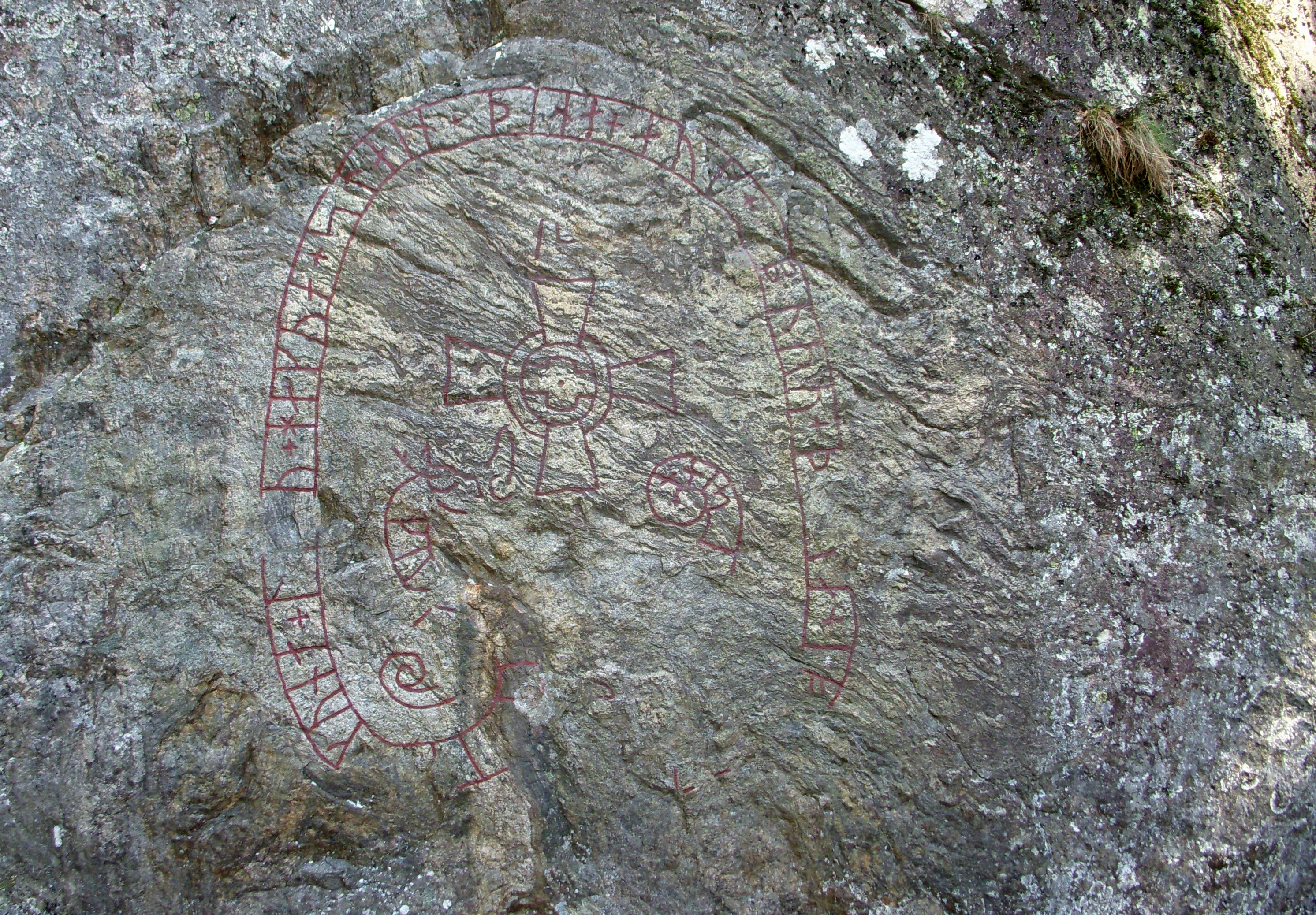
Runmarsvreten

Runmarsvreten (Samnordisk runtextdatabas Sö SB1965;19) ist eine 1964 gefundene Runeninschrift auf einer Felswand (schwedisch Runhäll) am Dalarövägen (jetzt Länsväg 227), nordöstlich von Österhaninge auf Södertörn. Sie liegt auf dem Anwesen des verschwundenen Dorfes Berga in Södermanland in Schweden. Die Inschrift steht auf einer steilen Felswand aus geädertem, porösem Sörmlandsgneis in der Nähe eines Baches.
Die Höhe der runensteinartig gestalteten Inschrift beträgt 160 cm und ihre Breite 118 cm. Der Fels ist durch Abwitterung beschädigt. Die Verzierung besteht aus einem Schlangenband (schwedisch Ormslinga) mit Runentext. Der Kopf der Schlange ist im Profil dargestellt. Innerhalb des Runenbandes ist ein christliches Tatzenkreuz mit Ring platziert. Es gibt Anzeichen für eine Vogelfigur auf dem Kreuz, möglicherweise einen Hahn oder eine Taube.
Der verstümmelte Text lautet: „Gu… [und] Gunna haben diesen Stein und diese Brücke in Erinnerung an ihr … gemacht.“ Der hintere Textbereich ist der Rest einer sogenannten Brückeninschrift.
Der Runenritzer Halfdan, bekannt für Runensteinstil Pr3-Inschriften, der der Schöpfer von Tyrestahällen (Sö 270) und des Uringesten (Sö 298) ist, könnte auch hier der Ritzer gewesen sein.